# E28 (Ecuador)
De E28 of Vía Colectora Quito-La Independencia (Verzamelweg Quito-La Independencia) is een secundaire nationale weg in Ecuador. De weg loopt van de hoofdstad Quito naar La Independencia en is 187 kilometer lang.